# Juiz militar
Juiz militar é a designação dada, na Justiça Brasileira, a oficiais das Forças Armadas (Marinha, Exército ou Aeronáutica), quando no âmbito federal, e a oficiais das Forças Auxiliares (Polícia Militar ou Corpo de Bombeiros Militar), no âmbito estadual, que por meio de sorteio são selecionados a atuar, temporariamente, como juízes na 1ª Instância (1º Grau) da Justiça Militar, ou ainda, de forma vitalícia nos Tribunais de Justiça Militar, neste caso, desligando-se da Corporação de origem.
Os juízes militares, na 1ª Instância, compõe os Conselhos de Justiça, um órgão colegiado, formado por quatro oficiais das Armas e um juiz togado. A presidência do Conselho cabe ao juiz militar de maior patente, ao juiz togado, também denominado juiz auditor, cabe a função de relator do processo. Todos os juízes militares devem ser superiores hierarquicamente ao réu.
Os Conselhos de Justiça funcionam no âmbito das Auditorias Militares que são varas criminais dedicadas a apuração de crimes militares. São duas as categorias de conselhos: o Permanente, ao qual cabe as funções em processos contra praças (de soldados a aspirantes-a-oficiais), no qual há um rodízio na formação dos juízes militares a cada três meses; e o Especial, que cabe processar oficiais (de tenentes a coronéis), sendo que esse conselho se forma uma para cada processo e o acompanha até o seu término.